# UE 900
UE 900 và UE 900S là tai nghe cách âm được sản xuất và đưa ra thị trường bởi Logitech, dưới nhãn hiệu Ultimate Ears. Mục tiêu hướng tới của tai nghe là những người dùng thích âm trung tính. Đồng thời tai nghe cũng được CNET đánh giá là tai nghe tốt nhất so với các loại cùng giá.
Tai nghe nhận được rất nhiều phản hồi tích cực toàn cầu. Tuy nhiên, nó cũng bị nhận xét là phụ kiện gây khó chịu với một vài người dùng.
Tai nghe gồm có 4 trình điều khiển armature - hai cái cho âm trầm, một cái cho các âm trung và 1 còn lại cho âm cao. Các tai nghe với nhiều phụ kiện thường đi kèm với các mô hình tùy chỉnh đắt tiền hơn.

## Thiết kế và phụ kiện
UE 900 là có kiểu cách của 1 cặp tai nghe tùy chỉnh và hài hoà, bịt kín ống nghe. Đồng thời có 2 dây cáp được trang bị sẵn, một sợi màu xanh chứa microphone và 3 nút bấm điều khiển dành cho iPhone, sợi còn lại màu đen chỉ dành cho việc truyền âm thanh. Cả hai sợi đều dài 48 in (120 cm). Có 4 bộ armatures ở mỗi ống nghe. Theo George Gill của tờ Los Angeles Post-Examiner, UE900 được trang bị một loại máy biến đổi được thiết kế với mục đích ban đầu là hỗ trợ việc nghe và giúp người dùng thích nghi với tai nghe lần đầu."

## Phản hồi
UE 900 nhận được đánh giá Excellent của Tim Gideon tờ PC Magazine, ông cũng nhấn mạnh rằng "UE 900 thật sự tuyệt vời về tổng thể, có phản ứng với âm trầm mạnh mẽ và mức tăng lượng âm từ từ sao cho hài hoà".
Steve Guttenberg của tờ CNET nhận xét rằng UE 900 sử dụng từng trình điều khiển amature thích hợp cho từng loại âm trầm, âm trung và âm cao, đồng thời là tai nghe tốt nhất so với các tai nghe đồng giá.
Matthew Miller đánh giá về UE 900 trên một bài báo của ZDNET với tiêu đề "Bạn sẽ phải thề rằng âm nhạc trở nên mới mẻ biết bao với tai nghe UE 900 mới của Logitech." Ở phần tổng kết ông ấy chia sẻ: "Tôi từng nghĩ UE Super.fi 5 Pro sẽ là tai nghe mà tôi thích nhất nhưng Logitech UE đã có cú bức phá hơn với UE 900s."
Meta, người đánh giá của trang Engadget, nhận xét: "UE 900s mang đến cho bạn âm thanh chất lượng, dễ chịu, gần giống với những gì bạn đã nhận được từ các kiểu tai nghe UE trước, 9 hướng dẫn sau đây sẽ giúp bạn sử dụng tốt bất kì loại tai nghe nào." Tuy nhiên, họ cũng lưu ý rằng UE 900 có giá khá đắt.

Michael Calore đến từ tờ Wired trong bài báo "Y học thính giác" đã đúc kết quan điểm của mình về UE 900: "Tai nghe audiophile hàng đầu vừa ra mắt của Ultimate Ears thật tuyệt vời và hoàn hảo và chất lượng đúng như bạn mong đợi khi phải bỏ ra 400 đô." Ông nhấn mạnh, chất lượng âm thanh tuyệt vời đó có thể giải thích cho việc tại sao giá của nó lại cao đến như vậy. Tuy nhiên, có vài điểm ông không thích như độ tương thích của nó, cái mà ông gọi là "phiền phức" và nhận xét rằng tai nghe này không phải thích hợp cho tất cả mọi người.
BT Travel, tập chí chính thống của Business Traveling, rút ra rằng thiết bị cách âm rất tốt sau quá trình thử nghiệm trên một chuyến bay, tuy nhiên, theo quan điểm của họ, điều này có thể gây khó khăn với một người đang cố bắt chuyện với người sử dụng tai nghe.
Biên tập của tờ IT News Africa đã cho rằng âm thanh từ tai nghe "trong vắt".
Mixmag, một tạp chí clubbing và dance điện tử của Anh, viết về UE 900: "Logitech UE đã tung ra một trong những tai nghe có chất lượng tốt nhất của họ."
PC Magazine đã viết rằng việc đặt các amature cho các tần số khác nhau cho phép âm thanh được chi tiết hơn trong từng khoảng âm, khiến các âm trầm sâu và âm cao rõ nét đều có trình điều khiển riêng. Các âm trầm được nâng lên một cách tinh tế, "không khiến các phần nhạc cụ và nhạc cổ điển như "The Chairman Dances" của John Adams bị nhoà đi và âm thanh được giữ lại tự nhiên."
Wired đã bị ấn tượng bởi chất lượng âm thanh và nhận xét rằng UE 900s "một số âm thanh thực sự tráng lệ, vô cùng phong phú từ phổ âm này đến phổ âm khác. Các âm trầm khá sâu và có thể nghe rõ. Trong khi, các tần số tầm trung được thể hiện một cách hoàn hảo, và các âm cao nghe êm tai khi chỉ bị giảm độ sáng ở một quãng âm rất cao." Người đánh giá cũng đã xếp loại tai nghe này vào nhóm xuất sắc khi họ chưa từng nghe âm thanh nào từ tai nghe rõ như thế này trước đây.
ZDNET cho rằng âm thanh từ UE 900 là một thanh âm trong sáng rõ ràng, chân thật và đích thực. Người viết cho rằng ông có cảm giác âm thanh chân thật tựa như ông đang đứng trong một phòng thu với nhóm nhạc thật sự, chưa bao giờ ông nghe được âm thanh tuyệt vời như vậy. Khi sử dụng UE900s với Beats Audio, ứng dụng được giới thiệu trong một số điện thoại thông minh HTC, ông đã thấy được sự cải thiện đáng kể trong âm nhạc mà ông đang được nghe.
Tác giả Ariel Bitran của tờ Stereophile đã nêu lên ý kiến ông ấy: "Tai nghe phát ra nhịp điệu với sự tự tin, khuôn khổ, ngắt quãng và cả sự kiểm soát, làm nổi bật cái hay của giai điệu mà không gây khó chịu cho người nghe." Theo quan điểm của ông, các âm cao rất tốt là kết quả được ông đúc kết từ các thử nghiệm không ngừng. Âm của Cymbals có phần hơi sần, Trong khi quảng giữa rất trong. Ông ấy có thể nghe được từng loại nhạc cụ phát ra. Ông cảm nhận các âm trầm trở nên sâu dù bình thường ông không nghe được hay các âm trầm ở điệp khúc ấm áp và trọn vẹn trong suốt thời gian chúng ngân lên. Tuy nhiên, một số bản thu âm được nén cao như Red Hot Chili Peppers nghe có vẻ như "bị đóng hộp". Ông cũng lưu ý: "Quan trọng nhất, âm thanh rất chân thật, được kiểm soát và liên kết với các nhạc cụ có nhiều cao độ. Đoạn cao trào không quá cầu kì, nhưng kết thúc cao trào, vẫn thấy được sự liên kết trong cấu trúc của nó. Âm nhạc như đã được dâng lên sẵn cho thính giả thưởng thức".
Witchdoctor, một trang tạp chí trực tuyến tại New Zealand viết: "UE 900 là ranh giới giữa sự hoàn hảo không tưởng và sự tầm thường".